# Big Mouth
Big Mouth (tiếng Hàn: 빅마우스; Romaja: Bingmauseu) là bộ phim truyền hình Hàn Quốc với sự tham gia của Lee Jong-suk, Im Yoon-ah và Kim Joo-Hun, được phát sóng vào thứ Sáu và thứ Bảy hàng tuần lúc 21:50 (KST) trên MBC TV từ ngày 29 tháng 7, 2022. Phim được phát trực tuyến trên nền tảng Disney+ ở một số khu vực.

## Nội dung chính
Bộ phim kể về kể về một luật sư tầm thường có tỉ lệ thắng án 10%, vô tình bị cuốn vào một cuộc điều tra án mạng khủng khiếp. Để bảo toàn tính mạng, bảo vệ gia đình và lột trần những âm mưu kinh hoàng của tầng lớp thế lực, anh bất đắc dĩ giả làm thiên tài lừa đảo khét tiếng "Big Mouse".

## Dàn diễn viên

### Diễn viên chính
- Lee Jong-suk vai Park Chang-ho: Một luật sư hạng bét với tỉ lệ thắng kiện chỉ 10%, bị chế nhạo là "Big Mouth" ba hoa khoác lác. Trong khi điều tra một vụ án mạng, anh phát hiện ra nhiều điều ẩn khuất. Sau đó, anh liên tiếp gặp phải nhiều chuyện kỳ lạ: đột ngột bị tai nạn xe; phản ứng dương tính với ma tuý; tại văn phòng luật sư xuất hiện một lượng lớn tiền mặt, ma tuý, súng, điện thoại bất hợp pháp bên trong vách tường và trần nhà. Ai cũng cho rằng anh chính là tên trùm lừa đảo "Big Mouse" - Chúa tể thống lĩnh thế giới ngầm, và bị bắt vào tù.
- Im Yoon-ah vai Go Mi-ho: Vợ của Park Chang-ho, nữ y tá có nhan sắc thiên phú, tính cách mạnh mẽ, tự tin. Cô hết lòng hỗ trợ Chang-ho từ một người hết sức tầm thường trở thành luật sư. Cuộc sống của hai người hoàn toàn bị đảo lộn khi chồng cô bị đổ oan là tên trùm lừa đảo khét tiếng. Riêng chỉ có cô vẫn một mực tin tưởng anh và trực tiếp dấn thân vào cuộc chiến để tháo gỡ nỗi oan khuất cho chồng.
- Kim Joo-hun vai Choi Do-ha: Thị trưởng thành phố Gucheon. Vốn là công tố viên danh tiếng. Ngoại hình tuấn tú, cách nói chuyện lạnh lùng nhưng lịch thiệp, cư xử đúng mực. Anh có hai mục tiêu chính trị lớn trong đời: nắm quyền kiểm soát diễn đàn NR - tổ chức quan trọng liên quan đến thành phố Gucheon và trở thành người có địa vị cao quý nhất: Tổng thống.

### Diễn viên khác
Diễn đàn NR (NR Forum)
- Yang Kyung-won vai Gong Ji-hoon: Tổng giám đốc nhật báo Woo Jung, Chủ tịch diễn đàn NR. Tài năng vượt trội hơn các anh trai nên trở thành người thừa kế Toà soạn báo. Có tham vọng chính trị không hề thua kém Choi Do-ha. Xuất thân cao quý nên kinh thường Choi Do-ha, xem Choi Do-ha là cái gai trong mắt.
- Kim Jung-hyun vai Jung Chae-bongː Giám đốc Quỹ học bổng Học viện tư thục Chil Bong. Con trai của Nhà sáng lập Quỹ học bổng Học viện tư thục Chil Bong nổi tiếng và sở hữu Bệnh viện đại học Gucheon.
- Lee Yoo-joon vai Han Jae-ho: Trưởng khoa Ngoại bệnh viện Gucheon. Bác sĩ Ngoại khoa tài năng, một trong ba bác sĩ phẫu thuật hàng đầu cả nước. Tranh giành vị trí Giám đốc bệnh viện Gucheon với Seo Jae Yong.
- Oh Ryoong vai Lee Doo-geunː Luật sư cố vấn diễn đàn NR. Nhân vật nổi tiếng trong một chương trình truyền hình về Pháp luật.
- Yoon Suk-hyun vai Cha Seung Taeː Giám đốc điều hành Tập đoàn O.C. Thành viên chủ chốt diễn đàn NR, đồng thời là người kế nhiệm tập đoàn Soo Sung.
- Park Hoon vai Seo Jae-yongː Trưởng khoa nội - Khoa Ung bướu và Huyết học bệnh viện Gucheon. Một trong những người quyền lực ở bệnh viện Gucheon.
- Hong Ji-hee vai Jang Hye-jin: Vợ của Han Jae-ho. Thực hiện chương trình nấu ăn trực tuyến
- Kim Gyu-sun vai Ashley Kimː Vợ của Gong Ji-hoon. Giám đốc bảo tàng Woo Jung. Là người Mỹ gốc Hàn, chịu ảnh hưởng sâu sắc tư duy phương Tây nên vô cùng thẳng thắn. Có lòng đố kỵ nên luôn luôn gây sự, kiếm chuyện với Hyun Joo-hee.
- Jang Hyuk-jin vai Choi Jung-rakː Công tố viện kiểm sát Gucheon. Cánh tay phải của Choi Do Ha thời Choi Do Ha còn là công tố viên. Bất chấp mọi thứ vì mục tiêu thăng tiến.

Bệnh viện Gucheon
- Ok Ja-yeon vai Hyun Joo-hee: Giám đốc bệnh viện Đại học Gucheon. Vợ của Choi Do Ha. Người đứng đầu thực sự của diễn đàn NR (NR Forum). Bố là Bộ trưởng Bộ tư pháp, mẹ là Hiệu trưởng trường đại học, chồng là nhân vật chính trị mới đầy triển vọng, bản thân lại giữ chức Giám đốc bệnh viện Gucheon. Đến ngoại hình cũng tuyệt đẹp. Cô sở hữu tất cả mọi thứ.
- Kim Sun-hwa vai Park Mi-young: Y tá trưởng bệnh viện Gucheon.
- Park See-hyun vai Jang Hee-joo: Y tá bệnh viện Gucheon.

Trại giam Gucheon
- Jung Jae-sung vai Park Yoon-gap: - Giám đốc trại giam Gucheon. Địa vị trong trại giam còn hơn cả Tổng thống. Có quy tắc và luật lệ riêng để quản lý tội phạm. Một người có đầu óc sắc bén, vô cùng liều lĩnh nhưng cũng vô cùng bỉ ổi, tàn nhẫn. Một kẻ kí sinh, ăn bám tiền bạc và quyền lực.
- Kwak Dong-yeon vai Jerry: Tội phạm lừa đảo với ba tiền án. Luôn kính trọng tên lừa đảo thiên tài "Big Mouse" nên tự đặt biệt danh cho mình Jerry (con chuột nhỏ trong phim hoạt hình 'Tom và Jerry'). Công nhận Chang-ho là Big Mouse và nhất mực trung thành với anh.
- Yang Hyung-uk vai Noh-park - Tội phạm giết người. Tên được đặt theo họ của bố mẹ. Là một đầu bếp với có sở trường là các món ăn chế biến bằng chảo gang (teppanyaki) nhưng bị bắt giữ vì cãi vã và đâm khách say rượu. Có tài xem tướng và số mệnh. Được Giám đốc trại giam đặc biệt ưu ái.

Gia đình & bạn bè của Park Chang Ho
- Lee Ki-yung vai Go Ki-gwang: Bố của Go Mi Ho. Quản lý văn phòng luật Chang Ho. Có biệt thự riêng mang tên mình, sống cùng với Chang Ho và Mi Ho.
- Oh Eui-shik vai Kim Soon-tae: luật sư, là bạn thân và trợ lý của Chang-ho.[8]

### Xuất hiện đặc biệt
- Yoo Su-bin vai hàng xóm của Chang-ho và Mi-ho.[9]
- Kim Do-wan vai hàng xóm của Chang-ho và Mi-ho.[9]

## Sản xuất
Phim được quay vào cuối tháng 8 năm 2021 đến cuối tháng 4 năm 2022.
Ban đầu dự kiến phát sóng trên đài tvN. Vào tháng 4 năm 2022, phim được xác nhận phát sóng trên đài MBC.

## Tỷ lệ người xem
| Mùa | Mùa | Số tập | Số tập | Số tập | Số tập | Số tập | Số tập | Số tập | Số tập | Số tập | Số tập | Số tập | Số tập | Số tập | Số tập | Số tập | Số tập | Trung bình |
| Mùa | Mùa | 1      | 2      | 3      | 4      | 5      | 6      | 7      | 8      | 9      | 10     | 11     | 12     | 13     | 14     | 15     | 16     | Trung bình |
| --- | --- | ------ | ------ | ------ | ------ | ------ | ------ | ------ | ------ | ------ | ------ | ------ | ------ | ------ | ------ | ------ | ------ | ---------- |
|     | 1   | 1.124  | 1.129  | 1.431  | 1.685  | 1.732  | 1.951  | 1.977  | 1.888  | 2.008  | 1.771  | 2.054  | 2.228  | 1.534  | 1.960  | 2.145  | 2.527  | 1.822      |

| Tập | Ngày phát sóng   | Tỷ lệ khán giả trung bình | Tỷ lệ khán giả trung bình | Tỷ lệ khán giả trung bình |
| Tập | Ngày phát sóng   | Nielsen Korea             | Nielsen Korea             | TNmS                      |
| Tập | Ngày phát sóng   | Toàn quốc                 | Seoul                     | Toàn quốc                 |
| --- | ---------------- | ------------------------- | ------------------------- | ------------------------- |
| 1 | 29 tháng 7, 2022 | 6.2% (7th)                | 6.3% (7th)                | 5.6% (10th)               |
| 2 | 30 tháng 7, 2022 | 6.1% (5th)                | 6.4% (4th)                | 6.1% (7th)                |
| 3 | 5 tháng 8, 2022  | 7.6% (4th)                | 8.1% (4th)                | 8.1% (5th)                |
| 4 | 6 tháng 8, 2022  | 8.6% (2nd)                | 8.7% (2nd)                | N/A                       |
| 5 | 12 tháng 8, 2022 | 9.8% (4th)                | 10.0% (3rd)               | 9.6% (4th)                |
| 6 | 13 tháng 8, 2022 | 10.8% (2nd)               | 10.8% (2nd)               | 10.0% (2nd)               |
| 7 | 19 tháng 8, 2022 | 11.2% (3rd)               | 11.4% (3rd)               | 10.1% (4th)               |
| 8 | 20 tháng 8, 2022 | 10.4% (2nd)               | 10.3% (2nd)               | 9.6% (2nd)                |
| 9 | 26 tháng 8, 2022 | 11.5% (2nd)               | 11.7% (2nd)               | 11.0% (2nd)               |
| 10 | 27 tháng 8, 2022 | 10.0% (2nd)               | 10.2% (2nd)               | 9.4% (2nd)                |
| 11 | 2 tháng 9, 2022  | 11.4% (4th)               | 11.4% (3rd)               | 11.2% (4th)               |
| 12 | 3 tháng 9, 2022  | 12.0% (2nd)               | 12.0% (2nd)               | 11.4% (2nd)               |
| 13 | 9 tháng 9, 2022  | 8.3% (4th)                | 8.3% (4th)                | N/A                       |
| 14 | 10 tháng 9, 2022 | 10.6% (2nd)               | 10.3% (2nd)               | 10.1% (2nd)               |
| 15 | 16 tháng 9, 2022 | 12.3% (3rd)               | 12.4% (3rd)               | 10.5% (3rd)               |
| 16 | 17 tháng 9, 2022 | 13.7% (2nd)               | 13.9% (2nd)               | 12.5% (2nd)               |
| Trung bình                                                                                              | Trung bình       | 10.0%                     | 10.1%                     | 9.7%                      |
| - Trong bảng trên, số màu xanh chỉ tỷ lệ người xem thấp nhất và số màu đỏ chỉ tỷ lệ người xem cao nhất. |                  |                           |                           |                           |

## Giải thưởng và đề cử
| Năm  | Giải thưởng      | Hạng mục              | Đề cử cho                 | Kết quả   |
| ---- | ---------------- | --------------------- | ------------------------- | --------- |
| 2022 | MBC Drama Awards | Grand Prize (Daesang) | Lee Jong-suk              | Đoạt giải |
| 2022 | MBC Drama Awards | Top Excellent Actress | Im Yoona                  | Đoạt giải |
| 2022 | MBC Drama Awards | Best Couple           | Lee Jong-suk & Im Yoon-ah | Đoạt giải |
| 2022 | MBC Drama Awards | Drama Of The Year     | Big Mouth                 | Đoạt giải |